# Feisoglio
Feisoglio es una localidad y comune italiana de la provincia de Cuneo, región de Piamonte, con 301 habitantes.

## Evolución demográfica
| Gráfica de evolución demográfica de Feisoglio entre 1861 y 2011 |
|                                                                 |
| Fuente ISTAT - elaboración gráfica de Wikipedia                 |